# Гіпергомоцистеїнемія
Гіпергомоцистеїнемія — це медичний стан, що характеризується аномально високим рівнем загального гомоцистеїну (гомоцистин та гомоцистеїн-цистеїндисульфід) у крові, зазвичай вище 15 мкмоль/л.
До високого рівня гомоцистеїну в крові може призвести дефіцит вітаміну B6, фолієвої кислоти (вітаміну B9) та вітаміну B12. Інші можливі причини гіпергомоцистеїнемії включають генетичні мутації, надмірне споживання метіоніну та інші захворювання.
Гіпергомоцистеїнемію зазвичай лікують за допомогою добавок вітамінів B6, B9 та B12. Гіпергомоцистеїнемія є фактором ризику серцево-судинних захворювань. Добавки цих вітамінів можуть дещо зменшити ризик інсульту, але не інфаркту міокарда, смерті від будь-якої причини або побічних ефектів.

## Ознаки та симптоми
Підвищений рівень гомоцистеїну пов'язують з низкою захворювань: було виявлено понад 100 несприятливих наслідків.

### Серцево-судинні ризики
Підвищений рівень гомоцистеїну є відомим фактором ризику серцево-судинних захворювань, а також тромбозу. Також було показано, що він пов'язаний з мікроальбумінурією, яка є вагомим показником ризику серцево-судинних захворювань та ниркової дисфункції в майбутньому. Гомоцистеїн руйнує та пригнічує утворення трьох основних структурних компонентів артерій: колагену, еластину та протеогліканів. У білках гомоцистеїн руйнує дисульфідні містки цистеїну та амінокислотні залишки лізину, впливаючи на їх структуру та функцію.

### Нейропсихіатричні захворювання
Існують докази, що пов'язують підвищений рівень гомоцистеїну з судинною деменцією та хворобою Альцгеймера. Також є докази того, що підвищений рівень гомоцистеїну та низький рівень вітамінів B6 та B12 є факторами ризику розвитку легких когнітивних порушень та деменції. Окислювальний стрес, викликаний гомоцистеїном, також може відігравати певну роль у розвитку шизофренії.

### Здоров'я кісток
Підвищений рівень гомоцистеїну також пов'язують зі збільшенням кількості переломів у людей похилого віку. Гомоцистеїн самоокислюється та реагує з активними проміжними продуктами кисню, пошкоджуючи ендотеліальні клітини та збільшуючи ризик утворення тромбів.

### Ектопія кришталика
Гомоцистинурія є другою за поширеністю причиною спадкової ектопії кришталика. Гомоцистинурія — це аутосомно-рецесивне метаболічне захворювання, яке найчастіше спричиняється майже повною відсутністю цистатіонін-β-синтетази. Це явище пов'язано з інтелектуальною відсталістю, остеопорозом, деформаціями грудної клітки та підвищеним ризиком тромботичних епізодів. Вивих кришталика трапляється у 90 % пацієнтів і вважається, що він пов'язаний зі зниженням цілісності зонулярної оболонки через ферментативний дефект. Вивих кришталика при гомоцистинурії зазвичай двосторонній і в 60 % випадків відбувається в нижньому або назальному напрямку.

## Причини

### Дефіцит вітамінів
Дефіцит вітамінів B6, B9 та B12 може призвести до високого рівня гомоцистеїну. Вітамін B12 діє як кофактор для ферменту метіонінсинтази (який є частиною циклу біосинтезу та регенерації S-аденозилметіоніну (SAM)). Дефіцит вітаміну B12 запобігає перетворенню фолієвої форми 5-метилтетрагідрофолату (5-MTHF) на THF через «метильну пастку». Це порушує шлях фолієвої кислоти та призводить до збільшення рівня гомоцистеїну, який пошкоджує клітини (наприклад, пошкодження ендотеліальних клітин може призвести до підвищеного ризику тромбозу).

### Алкоголь
Хронічне вживання алкоголю також може призвести до підвищення рівня гомоцистеїну в плазмі.

### Тютюн
Бездимний тютюн вважається фактором ризику гіпергомоцистеїнемії. Куріння також спричиняє гіпергомоцистеїнемію

### Генетичні чинники
Гомоцистеїн — це небілкова амінокислота, яка синтезується з метіоніну та або переробляється назад у метіонін, або перетворюється на цистеїн за допомогою вітамінів групи B.
- Близько 50 % гомоцистеїну перетворюється назад на метіонін шляхом реметилювання через основний шлях метіонінсинтази. Для цього потрібні активні фолати та вітамін B12 як донор метильної групи. Активний фолат відомий як 5-метилтетрагідрофолат (5-MTHF).
- Також існує інший шлях перетворення гомоцистеїну назад у метіонін, що включає метилювання триметилгліцином (також званим бетаїном або скорочено ТМГ) як донором метильної групи.
- Решта гомоцистеїну транссульфурується до цистеїну, причому вітамін B6 виступає кофактором.

Генетичні дефекти 5-MTHF редуктази можуть призвести до гіпергомоцистеїнемії. Найпоширеніші поліморфізми відомі як MTHFR C677T та MTR A2756G. Гомозиготна мутація G;G, також відома як C;C (еквівалентна), зустрічається приблизно у 10 % населення європейського етнічного походження (білі європеоїди). Підвищення рівня гомоцистеїну також може спостерігатися при рідкісному спадковому захворюванні гомоцистинурії.

## Діагностика
Для кількісного визначення загальної концентрації гомоцистеїну в плазмі, приблизно 80 % якого зазвичай зв'язується з білками, можна провести аналіз крові. Класифікація гіпергомоцистеїнемії визначається залежно від концентрації в сироватці крові наступним чином:
- Помірна: 15–30 нмоль/мл (або мкмоль/л)
- Проміжна: 30–100 нмоль/мл
- Важка: > 100 нмоль/мл

Якщо загальна концентрація гомоцистеїну не підвищена, але існує клінічна підозра, для підвищення чутливості до незначних порушень метаболізму гомоцистеїну можна провести пероральне навантаження метіоніном за кілька годин до кількісного визначення концентрації гомоцистеїну. Іноді перед вимірюванням рівня гомоцистеїну рекомендується голодування протягом 10 годин, але це не обов'язково.

## Лікування
Добавки вітамінів B6, B9 або B12 (окремо або в комбінації) знижують рівень гомоцистеїну та можуть дещо зменшити ризик інсульту, але не інфаркту міокарда, порівняно зі стандартним лікуванням або плацебо, що було зафіксовано в клінічних випробуваннях. У поєднанні з ліками для зниження артеріального тиску (антигіпертензивними препаратами) незрозуміло, чи лікування, що знижує рівень гомоцистеїну, може допомогти запобігти інсульту у деяких людей.
Були запропоновані гіпотези щодо неефективності терапії, що знижує рівень гомоцистеїну, у зменшенні серцево-судинних подій. Призначення фолієвої кислоти може збільшити накопичення атеросклеротичних бляшок. Друга гіпотеза пов'язана з метилюванням генів у судинних клітинах фолієвою кислотою та вітаміном B12, що також може прискорювати ріст бляшок. Зрештою, змінене метилювання може каталізувати перетворення L-аргініну на асиметричний диметиларгінін, який, як відомо, збільшує ризик судинних захворювань.